# Буяки (Брестская область)
Буяки́ (бел. Буякі) — деревня в Брестском районе Брестской области Беларуси, в составе Тельминского сельсовета. Население — 36 человек (2019).

## География
Деревня находится в 17 км к северо-востоку от центра города Брест и в 8 км к юго-западу от Жабинки. Местность принадлежит бассейну Вислы, вокруг деревни лежит сеть мелиоративных канав со стоком в реку Мухавец. К северу и югу от Буяков расположены две другие небольшие деревни — Очки и Хабы. В километре от Буяков проходит автомагистраль М1, с которой деревню соединяет местная дорога; ещё одна дорога ведёт из деревни в Жабинку. Ближайшая ж/д платформа Нагораны находится в трёх километрах от Буяков (линия Брест — Барановичи).

## История
Деревня известна с XVI века, в письменных источниках впервые упоминается в 1510 году, когда она принадлежала роду Абрамовичей — Юзефовичей. В 1512 году выкуплена Сапегами. С XVI века местечко было дворянским имением в Берестейском воеводстве Великого княжества Литовского.
Во второй половине XVI века владельцем имения стал Юрий Тышкевич, позднее Буяки многократно меняли владельцев. Последними владельцами поместья были Райские, с XIX века вплоть до 1939 года.
После третьего раздела Речи Посполитой (1795 год) в составе Российской империи, административно деревня принадлежала Кобринскому уезду Гродненской губернии. В 1846 году — 11 дворов.
В 1897 году — деревня Збироговской волости Кобринского уезда: 22 двора, ветряная мельница и корчма; также 9 человек жило в усадьбе.
Согласно Рижскому мирному договору (1921) Буяки вошли в состав межвоенной Польши, где принадлежали гмине Збироги Брестского повета Полесского воеводства. В 1921 году насчитывали 25 дворов. С 1939 года в составе БССР.
Усадьба Райских (XIX — начало XX века) не сохранилась.